# トルコ文学
トルコ文学（トルコぶんがく、トルコ語:Türk edebiyatı）では、現在トルコ共和国の領土となっているアナトリア半島を中心に行われてきたトルコ人のトルコ語およびオスマン語、さらにはペルシア語等による文学、文芸活動について述べる。

## 古典文学
トルコ人がアナトリアに定着したばかりの11世紀から15世紀のころは、中央アジアの伝統を引き継ぐ叙事詩などの口承文芸と、イランから受け継いだペルシア語による定型詩の二つの潮流があった。前者には、異教徒との戦いを歌った英雄叙事詩が多く、16世紀に書写されて残された「デデ・コルクトの書」が有名である。後者の代表的な詩人には、メヴレヴィー教団の開祖となる神秘主義詩人ジャラール・ウッディーン・ルーミーがいるが、少し後の時代の詩人ユヌス・エムレはあえてトルコ語によって民衆詩をうたい、トルコ語詩の芸術性を高めた。
トルコ人の小君侯国から発展しアナトリアの大半を併合したオスマン帝国が、コンスタンティノポリスを征服して首都と宮廷を発展させてくると、ペルシア詩の強い影響を受け、韻律などにペルシア詩の要素を全面的に取り入れたディーワーン文学というジャンルが発展し、16世紀の大詩人バーキー 、フズーリーの輩出によってその黄金期を迎える。また、散文や行政文書でもイスタンブールで話されるトルコ語にアラビア語やペルシア語の語彙・語法を取り入れたオスマン語が発展し、ペルシア文学の美文調を真似た作品が数多く書かれた。有名な作品には17世紀の旅行家エヴリヤ・チェレビの旅行記があげられる。18世紀前半には堅苦しいテーマに縛られず自由に現世的な詩をうたったネディームが宮廷詩人としてもてはやされた。

## 近現代文学
19世紀のタンジマート期に、オスマン帝国がフランスを近代化の模範としていたことからフランス語を学ぶ開明派知識人が生まれ、フランス文学の影響を受けて小説が新ジャンルとしてトルコ文学に導入された。このような運動を主導したナームク・ケマルやイブラヒム・シナースィー、アフメト・ミドハトらは、小説を通じて人々を啓蒙し、近代化を訴えようとした。
20世紀に入るとナショナリズムの影響を受けてトルコ文学が興隆し、トルコ語の文語たるオスマン語に口語を取り入れ文学の簡略化・民衆化を目指す運動が盛り上がる。1923年にオスマン帝国にかわったトルコ共和国のもとではトルコ語の簡略化が進められる一方、西洋的な教育を受けたエリート知識人の中からヤークプ・カドリ・カラオスマンオール、女流作家ハリデ・エディプ・アドゥヴァルらがトルコ人民族意識を人々に訴える作品を著し、現代の近代トルコ文学に繋がってゆく。一方、詩の分野では共産主義に傾倒した詩人ナーズム・ヒクメットが、大胆な自由詩を発表し、トルコ語詩に新風を吹き込んだ。
トルコでも第二次世界大戦後のマーシャル・プランの受け入れやNATO加盟などの西側陣営への傾斜の流れで複数政党制が導入されると、アメリカからのトラクターの大規模な導入が農民の没落と都市への流出、地主や輸出施工の財閥の台頭をもたらした。クルド人でもあり、チュクロヴァ地方の綿花栽培や地主の抑圧を題材にしたヤシャル・ケマルはこの時代の社会や政治への告発を込めたものとして人気を博した。
20世紀半ばからは、反骨的な作風で民衆の姿を描く作家ヤシャル・ケマルが評価を受け、ノーベル賞に何度もノミネートされたと言われる。その後の世代、1980年代にデビューしたオルハン・パムクは国際的評価を受け、2006年にはノーベル文学賞を受賞する初めてのトルコ人作家となった。

## 日本語訳された近現代トルコ文学
- 『ヒクメット詩集』（ナーズム・ヒクメット著）飯塚書店〈世界現代詩集 4〉、1961年／新読書社、2002年
- 『ナスレッディン・ホジャ物語　トルコの知恵ばなし』平凡社東洋文庫、1965年
- 『ロマンチカ』（ナーズム・ヒクメット著）新日本出版社、1967年
- 『トルコの村から』（マフムト・マカル（トルコ語版）著）社会思想社、1981年
- 『イスタンブール短編集』（サイト・ファーイク著）響文社、1997年
- 『フェルハドとシリン』（ナーズム・ヒクメット著）慧文社、2002年
- 『デデ・コルクトの書 アナトリアの英雄物語集』平凡社東洋文庫、2003年
- 『わたしの名は紅（あか）』和久井路子訳、（オルハン・パムク著）藤原書店、2004年。
  - 『わたしの名は赤』 上・下巻、宮下遼訳（新訳版）、早川書房〈ハヤカワepi文庫 epi 66-67〉、2012年。
- 『雪』和久井路子訳、（オルハン・パムク著）藤原書店、2006年
  - 『雪』 上・下巻、宮下遼訳（新訳版）、早川書房〈ハヤカワepi文庫 epi 71-72〉、2012年。
- 『トルコ狂乱――オスマン帝国滅亡とアタテュルクの戦争』（トゥルグット・オザクマン（トルコ語版）著）三一書房、2008年
- 『白い城』（オルハン・パムク著）藤原書店、2009年
- 『失われた薔薇』（セルダル・オズカン著）ヴィレッジブックス、2009年
- 『新しい人生』（オルハン・パムク著）藤原書店、2010年
- 『無垢の博物館』上・下巻（オルハン・パムク著）早川書房、2010年
  - 2010年刊の加筆修正：上・下巻〈ハヤカワepi文庫 epi 103-104〉2022年
- 『口で鳥をつかまえる男』（アズィズ・ネスィン（トルコ語版、英語版）著）藤原書店、2013年
- 『乳しぼり娘とゴミの丘のおとぎ噺』（ラティフェ・テキン著）河出書房新社、2014年
- 『僕の違和感』上・下巻（オルハン・パムク著）早川書房、2016年
- 『黒い本』（オルハン・パムク著）藤原書店、2016年
- 『赤い髪の女』（オルハン・パムク著）早川書房、2019年
- 『レイラの最後の10分38秒』（エリフ・シャファク著）早川書房、2020年
- 『セヘルが見なかった夜明け』（セラハッティン・デミルタシュ著）早川書房、2020年
- 『オメル・セイフェッティン短編選集』（オメル・セイフェッティン（トルコ語版）著）大同生命国際文化基金[1]〈アジアの現代文芸 トルコ 1〉、2020年
- 『毛皮のコートのマドンナ』（サバハッティン・アリ著）大同生命国際文化基金〈アジアの現代文芸 トルコ 2〉、2021年
- 『タランタ・バブヘの手紙 : ナーズム・ヒクメット詩選』（ナーズム・ヒクメット著）大同生命国際文化基金〈アジアの現代文芸 トルコ 3〉、2022年
- 『ペストの夜』 上・下巻、（オルハン・パムク著）早川書房、2022年。

## 関連文献
- 「特集　現代トルコ文学の魅力――その眺望と知られざる側面」『イスラーム世界研究』第6巻、京都大学イスラーム地域研究センター、2013年3月、145-194頁。
  - 「現代トルコ文学概要」勝田茂[2] doi:10.14989/173285
  - 「トルコ農村文学の系譜：アナトリアの生活者からの叫び」勝田茂 doi:10.14989/173284
  - 「獄中からの恋歌：ナーズム・ヒクメットとイスラーム神秘主義」石井啓一郎[3] doi:10.14989/173283
  - 「トルコのポスト・モダニズム文学：オルハン・パムクとその周辺」宮下遼 doi:10.14989/173282
  - 「ヤシャル・ケマル、土着的「チュクロワ人」作家に関する簡潔な考察」石井啓一郎 doi:10.14989/173281